# در جستجوی زمان ازدست‌رفته
در جستجوی زمان ازدست‌رفته (به فرانسوی: À la recherche du temps perdu) عنوان رمانی نوشتهٔ مارسل پروست نویسندهٔ فرانسوی است. این رمان در ۷ جلد نوشته شده که هرکدام نامی مستقل دارند. شاهکار ۴۲۱۵ صفحه ای پروست با ثبت بیش از ۹.۵ میلیون کاراکتر، رکورد گینس طولانی‌ترین رمان تاریخ را در اختیار دارد.

## نگارش و چاپ
پروست این رمان را بین سال‌های ۱۹۰۸–۱۹۰۹ تا ۱۹۲۲ میلادی نوشته و میان سال‌های ۱۹۱۳ تا ۱۹۲۷ میلادی منتشر کرده‌است.

## ساختار
این رمان در ۷ جلد نوشته شده که هرکدام نامی مستقل دارند. گذشته از خطوط کلی داستانی که این کتاب‌ها را به هم می‌پیوندد، هر کدام از ۷ جلد از بسیاری دیدگاه‌ها کامل و مستقل‌اند. در واقع آنچه داستان نامیده می‌شود تنها رشته‌ای است برای به هم پیوستن لحظه‌هایی که هر کدام به تنهایی از مکان‌ها و شخصیت‌های اصلی کتاب‌اند، از همین روست که اغلب دربارهٔ این اثر گفته می‌شود که می‌توان آن را از هر صفحه‌ای که باشد آغاز کرد.
این رمان، رکورد گینس طولانی‌ترین رمان تاریخ را در اختیار دارد.
نام ۷ جلد کتاب عبارتند از:
1. طرف خانه سوان، ۱۲۹۲ (۱۹۱۳میلادی)
2. در سایه دوشیزگان شکوفا، ۱۲۹۸ (۱۹۱۹میلادی)، برنده جایزه گنکور در همان سال
3. طرف گرمانت، ۱۲۹۹–۱۳۰۰ (۱۹۲۰–۱۹۲۱میلادی)
4. سدوم و عموره، ۱۳۰۰–۱۳۰۱ (۱۹۲۱–۱۹۲۲میلادی)
5. اسیر، ۱۳۰۴ (پس از فوت ۱۹۲۵میلادی)
6. آلبرتین گمشده (گریخته)، ۱۳۰۶ (پس از فوت ۱۹۲۷میلادی)
7. زمان بازیافته، ۱۳۰۶ (پس از فوت ۱۹۲۷میلادی)

## محتوا
این رمان چندان به تشریحِ کلاسیکِ یک «داستان» نمی‌پردازد، بلکه از ورایِ داستانِ اصلی به تحلیلِ ادبی، هنری، فلسفی و اجتماعیِ جامعه فرانسه در اواخرِ سده نوزدهم و اوایلِ سده بیستم میلادی پرداخته‌است. این کتاب، بیشتر از آنکه حالت‌های بیرونی را توصیف کند، ژرفای درونی را می‌کاود. علت شهرت این رمان را ژرفا و گسترهٔ اندیشهٔ نویسنده و ظرافت و حساسیت هنرش دانسته‌اند.

## ویژگی
نحوه استفاده مارسل پروست از زبانِ فرانسه و جمله سازی او که شکلی نو در ادبیات فرانسه بود، آن را از سایر آثارِ ادبی هم زمانش متمایز می‌کند.

## ترجمه
این کتاب را مهدی سحابی با عنوان «در جستجوی زمان از دست رفته» به فارسی برگردانده و نشر مرکز آن را منتشر کرده‌است. همچنین هارولد پینتر و دای ترویس نیز از این کتاب بازنویسی برای تئاتر هم انجام داده‌اند که این نسخه را نیز عباس پژمان ترجمه و نشر هِرمِس منتشر کرده است.

## نقد
لویی فردینان سلین از منتقدان جدی پروست، علت شهرت کتاب را مذهب یهودی نویسنده و لابی‌گری یهودیان دانسته‌است. شایان ذکر است که هفته نامه‌های معتبر فرانسوی لوپوئن و اکسپرس همزمان با یکصدمین سال انتشار جلد اول کتاب، بر اساس اسناد به دست آورده فاش ساختند که پروست به صورت پنهانی به منتقدان معروف زمان خود پول می‌پرداخته تا برای کتابش تبلیغ و بزرگنمایی کنند.